# Tökös ötös (film, 1990)
A Tökös ötös (eredeti cím: Men at Work) 1990-ben bemutatott akcióvígjáték, melyet Emilio Estevez írt és rendezett. A főbb szerepekben Charlie Sheen, Emilio Estevez, Keith David és Leslie Hope látható. A történet főszereplője egy kukásként dolgozó testvérpár, akik rejtélyes gyilkossági ügybe keveredve nyomozni kezdenek. 
Az Amerikai Egyesült Államokban 1990. augusztus 24-én debütált a mozikban, a Metro-Goldwyn-Mayer forgalmazásában.

## Cselekmény
Carl Taylor (Charlie Sheen) és James St. James (Emilio Estevez) egy pár lármás szemetesember, akik arról álmodoznak, hogy szörfboltot nyitnak. Felfedeznek egy illegális mérgező hulladéklerakót a városukban, Las Playasban. A film azzal kezdődik, hogy ők ketten szokás szerint szemetet szednek, kukákat dobálnak az utcán és zajonganak; zavarják a szomszédokat. Néhány helyi zsaru gyakran zaklatja őket, de úgy tűnik, Carl és James hozzászokott ehhez a bánásmódhoz.
Munka után távcsővel kémlelnek egy szemközti nőt, de rájönnek, hogy a nőt egy vele együtt élő férfi bántalmazza. Elszántan, hogy helyesen cselekszenek, Jamesszel együtt elbújnak. Nem sokkal később a férfit - egy Jack Berger nevű, polgármesterjelölt helyi politikust - megfojtják, és másnap Carl és James egy rikító sárga hordóban találja meg.  Úgy döntenek, hogy eltüntetik a holttestet; ami őket is belekeverheti az ügybe, mivel a férfit korábban lelőtték, és a rendőrök nem hinnék el a verziójukat.
Carl és James tanácsot kérnek a vietnámi háborús veteránjától, Louis Fedders-től (Keith David), aki segít nekik elrejteni a holttestet. Carl elmegy, hogy kikérdezze Susan Wilkinst (Leslie Hope), azt a nőt, akivel előző este látták Bergert. Louis fokozza a helyzet feszültségét, amikor elrabol egy pizzafutárt, aki meglátja őt a holttesttel.
James, Louis és a pizzafutár elhagyják a lakást, és követik Carlt és Susant, de a rendőrség előbb megállítja őket. Közben Carlra és Susanre rátalálnak a bérgyilkosok, akik megölték Bergert. A párost végül hordókba töltik, majd egy helyi üzletember, Maxwell Potterdam III, aki egyben Berger gyilkosa is volt, egy illegális mérgező hulladéklerakóként szolgáló tóba dobatja őket.
Carlnak és Susannek sikerül kiszabadulnia a hordókból, és újra csatlakoznak a többiekhez. A csoport harcol a mérgező hulladék illegális lerakói ellen, és legyőzik Potterdamot.

## Szereplők
| Szerep            | Színész        | Magyar hang      |
| ----------------- | -------------- | ---------------- |
| Carl Taylor       | Charlie Sheen  | Selmeczi Roland  |
| James St. James   | Emilio Estevez | Anger Zsolt      |
| Susan Wilkins     | Leslie Hope    | Zakariás Éva     |
| Louis Fedders     | Keith David    | Varga Tamás      |
| pizzafutár        | Dean Cameron   | Csőre Gábor      |
| Maxwell Potterdam | John Getz      | Zubornyák Zoltán |
| Jack Berger       | Darrell Larson | Tarján Péter     |
| Mike rendőr       | John Putch     | Galbenisz Tomasz |

## Zeneszámok a filmben
Men at Work (Rhino Records/Warner Music Group,  1990. július 18.)
- 1. Wear You to the Ball - UB40
- 2. Super Cool - Sly & Robbie
- 3. Big Pink House - Tyrants in Therapy
- 4. Feeling Good - Pressure Drop
- 5. Back to Back - Blood Brothers
- 6. Take Heed - Black Uhuru
- 7. Here and Beyond - Sly & Robbie
- 8. Truthful - Blood Brothers
- 9. Reggae Ambassador - Third World
- 10. Give a Little Love - Ziggy Marley & the Melody Makers
- 11. Playas Dawn - Stewart Copeland
- 12. Pink Panther No.23 - Stewart Copeland

## Fordítás
- Ez a szócikk részben vagy egészben  a   Men at Work (película) című spanyol Wikipédia-szócikk fordításán alapul.  Az eredeti cikk szerkesztőit annak laptörténete sorolja fel. Ez a jelzés csupán a megfogalmazás eredetét és a szerzői jogokat jelzi, nem szolgál a cikkben szereplő információk forrásmegjelöléseként.